# Штейнгейль, Хуго Адольф
Хуго Адольф Штейнгейль (нем. Hugo Adolph Steinheil; 12 апреля 1832, Мюнхен — 4 ноября 1893, Мюнхен) — немецкий физик и предприниматель; создатель первого апланата. Член Леопольдины и Баварской академии наук.

## Биография
Родился 12 апреля 1832 года в городе Мюнхене в семье немецкого физика и профессора Мюнхенского университета Карла Августа фон Штейнгейля и его жены Магареты Амалии, урождённой Штайнхайль (нем. Magaretha Amalie Steinheil).
Как и его отец, Хуго Адольф Штейнгейль с раннего возраста интересовался оптикой и астрономией. После учёбы в родном городе и Аугсбурге он сопровождал отца в его поездках Австрию и Швейцарию в 1850—1851 годах. В 1852 году он вернулся в Мюнхен, где почти полностью посвятил себя оптике.
В последующие годы Хуго Адольф Штейнгейль активно поддерживал своего отца при основании и расширении компании «Optisch-astronomischen Anstalt CA Steinheil», которая с 1855 года стала называться «Optisch-astronomischen Anstalt CA Steinheil & Söhne». В 1862 году он, вместе со своим старшим братом Эдуардом Вильгельмом (1830—1878), стал управлять фирмой. В 1866 году он купил акции своего отца в компании.
Штейнгейль много внимания уделял созданию объективов для фотоаппаратов. Ему очень помогло сотрудничество со своим другом, физиком Филиппом Людвигом фон Зейделем. Это сотрудничество привело к созданию перископа, первого симметричного объектива камеры, в начале/середине 1860-х годов. В 1866 году им был изобретён первый апланат.
В 1887 году Штейнгейль стал членом Леопольдины, а с 1888 года членом Баварской академии наук.
Примерно в 1890 году управление семейной компанией взял на себя его сын Рудольф (1865–1930), который также посвятил свою жизнь физике.
В 1891 году вместе с немецким физиком Эрнстом Фойтом он опубликовал книгу по конструированию оптики.
Хуго Адольф Штейнгейль умер 4 ноября 1893 года в Мюнхене.
Имя Штейнгейля носит один из мысов в Антарктиде.